# Solieria nigra
Solieria nigra är en tvåvingeart som beskrevs av Robineau-desvoidy 1849. Solieria nigra ingår i släktet Solieria och familjen parasitflugor.
Artens utbredningsområde är Frankrike. Inga underarter finns listade i Catalogue of Life.